# Kanton Sarcelles-Nord-Est
Kanton Sarcelles-Nord-Est (fr. Canton de Sarcelles-Nord-Est) byl francouzský kanton v departementu Val-d'Oise v regionu Île-de-France. Tvořila ho pouze severovýchodní část města Sarcelles. Zrušen byl po reformě kantonů 2014.